# Nils Holmqvist (konstnär)
Nils Gustaf Johan Holmqvist, född 30 april 1886 i Adolf Fredriks församling i Stockholm, död där 15 november 1918, var en svensk målare. Hans verk kan signeras N. HOLMKVIST.
Holmqvist studerade konst för Olof  Arborelius och Alfred Bergström vid Konstakademien i Stockholm 1905–1911 samt vid Axel Tallbergs etsningsskola. Han tilldelades den kungliga medaljen för sin målning Valborgsmässoeldar 1911 och det Beskowska stipendiet 1912 samt Wohlfahrtska stipendiet 1913. Efter studierna vid akademien for han 1913 på studieresor till Nederländerna, Tyskland, Belgien, Paris, London och Köpenhamn där han bedrev museistudier. Efter att han återvände till Sverige i slutet av 1914 medverkade han i utställningar med Sveriges allmänna konstförening och han medverkade även i utställningar med Svenska konstnärernas förening och på Konstnärshuset i Stockholm. Han var en ivrig absolutist och spelade fiol i umgängeskretsen kring Martin Koch. Efter en konstutställning i Kristiania 1918, där han fick en uppmärksammad plats, rycktes han bort av spanska sjukan. Hans konst består av figurmotiv och landskapstavlor, inte sällan snölandskap. Holmqvist är representerad vid Örebro läns museum, Stockholms stadsmuseum och Norrköpings konstmuseum.